# Club Atlético de Madrid 1982-1983
Questa voce raccoglie le informazioni riguardanti il Club Atlético de Madrid nelle competizioni ufficiali della stagione 1982-1983.

## Stagione
Nella stagione 1982-1983 i colchoneros, allenati da Luis Aragonés, terminarono il campionato al terzo posto. In Coppa del Re, l'Atlético Madrid venne eliminato al terzo turno dal Maiorca. Alla prima edizione della Coppa della Liga, i madrileni furono sconfitti in semifinale dal Barcellona.

## Maglie e sponsor
| Manica sinistra · Manica sinistra · Maglietta · Maglietta · Manica destra · Manica destra · Pantaloncini · Calzettoni |

## Rosa
| N. |                   | Ruolo | Calciatore               |
| -- | ----------------- | ----- | ------------------------ |
| -  | Spagna (bandiera) | P     | Ángel Jesús Mejías       |
| -  | Spagna (bandiera) | P     | Carlos Santiago Pereira  |
| -  | Spagna (bandiera) | D     | Balbino                  |
| -  | Spagna (bandiera) | D     | Clemente                 |
| -  | Spagna (bandiera) | D     | Marcelino                |
| -  | Spagna (bandiera) | D     | Miguel Ángel Ruiz García |
| -  | Spagna (bandiera) | D     | Juan Carlos Arteche      |
| -  | Spagna (bandiera) | D     | Juanjo                   |
| -  | Spagna (bandiera) | C     | Roberto Simón Marina     |
| -  | Spagna (bandiera) | C     | Ricardo Ortega Mínguez   |

| N. |                      | Ruolo | Calciatore          |
| -- | -------------------- | ----- | ------------------- |
| -  | Germania (bandiera)  | C     | Miroslav Votava ()  |
| -  | Spagna (bandiera)    | C     | Quique Ramos        |
| -  | Spagna (bandiera)    | C     | Julio Prieto Martín |
| -  | Spagna (bandiera)    | C     | Luis Enrique Marián |
| -  | Spagna (bandiera)    | C     | Jesús Landáburu     |
| -  | Spagna (bandiera)    | C     | Pedro Pablo         |
| -  | Spagna (bandiera)    | A     | Juan José Rubio     |
| -  | Argentina (bandiera) | A     | Mario Cabrera       |
| -  | Messico (bandiera)   | A     | Hugo Sánchez        |
| -  | Spagna (bandiera)    | A     | Juan Carlos Pedraza |

## Risultati

### Primera División

#### Girone d'andata
| Arbitro: | Bartolomé Riera Morro |

|                    |           |  |
| Sánchez 45’ (rig.) | Marcatori |  |

| Arbitro: | Raúl García De Loza |

|               |           |                                             |
| Cardeñosa 59’ | Marcatori | 75’ (rig.) Sánchez 83’ Landáburu 89’ Quique |

| Arbitro: | Luis Jaramillo González |

|                                                 |           |                                |
| Pedraza 20’, 80’ Sánchez 21’, 42’ Landáburu 80’ | Marcatori | 55’ del Cura 90’ (aut.) Juanjo |

| Arbitro: | Victoriano Sánchez Arminio |

|                               |           |           |
| Ito 33’ Isidro 52’ Pineda 80’ | Marcatori | 59’ Rubio |

| Arbitro: | Raúl García De Loza |

|                    |           |            |
| Sánchez 42’ (rig.) | Marcatori | 38’ Marcos |

| Arbitro: | Victoriano Sánchez Arminio |

|                                             |           |             |
| Sola 28’ Dani 37’ Liceranzu 47’ Noriega 67’ | Marcatori | 31’ Arteche |

| Arbitro: | Antonio Martín Navarrete |

|               |           |  |
| Landáburu 58’ | Marcatori |  |

| Arbitro: | José María Enríquez Negreira |

|                                          |           |                           |
| Martín 10’ Iriguíbel 13’, 43’ Bayona 74’ | Marcatori | 39’ Arteche 67’ Landáburu |

| Arbitro: | Joaquín Ramos Marcos |

|                        |           |           |
| Votava 12’ Sánchez 20’ | Marcatori | 33’ Welzl |

| Arbitro: | Jaime Esquerdo Guerrero |

|            |           |                                       |
| Fortes 68’ | Marcatori | 25’ Arteche 35’ Sánchez 88’ J. Prieto |

| Arbitro: | Victoriano Sánchez Arminio |

|            |           |               |
| Votava 62’ | Marcatori | 10’ Francisco |

| Arbitro: | Bartolomé Jiménez Madrid |

|                         |           |             |
| Güerri 21’ Amarilla 57’ | Marcatori | 15’ Sánchez |

| Arbitro: | Sebastián Damín Rendón |

|               |           |  |
| Larrañaga 59’ | Marcatori |  |

| Arbitro: | José Merino González |

|            |           |  |
| Sánchez 9’ | Marcatori |  |

| Arbitro: | José Pinter Pastor |

|  |           |                                 |
|  | Marcatori | 5’ J. Prieto 90’ (rig.) Sánchez |

| Arbitro: | Miguel Ángel Marín López |

|                              |           |            |
| Cabrera 56’ Rubio 70’ (rig.) | Marcatori | 9’ Urrecho |

| Arbitro: | Jaime Esquerdo Guerrero |

|                                               |           |  |
| Mantilla 30’ Verón 76’ Angulo 78’ Cidón 90+1’ | Marcatori |  |

#### Girone di ritorno
| Arbitro: | Bartolomé Jiménez Madrid |

|          |           |                          |
| Ángel 1’ | Marcatori | 33’ Landáburu 40’ Quique |

| Madrid 9 gennaio 1983 19ª giornata | Atlético Madrid      | 0 – 0 referto | Real Betis | Vicente Calderón (50 000 spett.)\| Arbitro: \| Joaquín Ramos Marcos \| |
| Arbitro:                           | Joaquín Ramos Marcos |               |            |                                                                        |

| Arbitro: | Teodoro Valdés Sánchez |

|  |           |                                       |
|  | Marcatori | 52’ Arteche 60’ Rubio 82’, 88’ Marina |

| Madrid 23 gennaio 1983 21ª giornata | Atlético Madrid       | 0 – 0 referto | Real Madrid | Vicente Calderón (54 000 spett.)\| Arbitro: \| José Donato Pes Pérez \| |
| Arbitro:                            | José Donato Pes Pérez |               |             |                                                                         |

| Arbitro: | José Luis García Carrión |

|                               |           |               |
| Pichi Alonso 17’ Schuster 43’ | Marcatori | 85’ Landáburu |

| Madrid 6 febbraio 1983 23ª giornata | Atlético Madrid       | 0 – 0 referto | Athletic Bilbao | Vicente Calderón (54 000 spett.)\| Arbitro: \| Bartolomé Riera Morro \| |
| Arbitro:                            | Bartolomé Riera Morro |               |                 |                                                                         |

| Arbitro: | Raúl García De Loza |

|           |           |                     |
| Juani 19’ | Marcatori | 7’ Marina 41’ Rubio |

| Arbitro: | Sebastián Damín Rendón |

|                                  |           |                |
| J. Prieto 35’ Sánchez 65’ (rig.) | Marcatori | 10’ Echeverria |

| Arbitro: | Victoriano Sánchez Arminio |

|                 |           |  |
| Castellanos 15’ | Marcatori |  |

| Arbitro: | José María Benavente Garasa |

|                             |           |              |
| Rubio 46’ (rig.) Votava 61’ | Marcatori | 83’ da Silva |

| Arbitro: | Joaquín Ramos Marcos |

|           |           |               |
| Santi 83’ | Marcatori | 11’ J. Prieto |

| Arbitro: | José María Enríquez Negreira |

|                           |           |  |
| Sánchez 32’ J. Prieto 46’ | Marcatori |  |

| Arbitro: | Ildefonso Urizar Azpitarte |

|                               |           |  |
| Marina 56’ Sánchez 74’ (rig.) | Marcatori |  |

| Arbitro: | Miguel Ángel Marín López |

|             |           |                        |
| Márquez 65’ | Marcatori | 63’ Marina 73’ Sánchez |

| Arbitro: | Antonio Borrás Del Barrio |

|                                             |           |  |
| Sánchez 50’ (rig.) Votava 55’ J. Prieto 89’ | Marcatori |  |

| Arbitro: | José Merino González |

|                 |           |                                     |
| Maceda 34’, 74’ | Marcatori | 5’ Ruiz 23’ J. Prieto 44’ Landáburu |

| Arbitro: | Teodoro Valdés Sánchez |

|                                 |           |          |
| Ruiz 62’ Manolo 70’ Cabrera 90’ | Marcatori | 3’ Cidón |

### Coppa del Re
| Cáceres 15 settembre 1982 Primo turno – Andata         | Cacereño  | 1 – 1 referto | Atlético Madrid | Príncipe Felipe |
| \| \| \| \| \| Mulas 80’ \| Marcatori \| 53’ Marián \| |           |               |                 |                 |
|                                                        |           |               |                 |                 |
| Mulas 80’                                              | Marcatori | 53’ Marián    |                 |                 |

| Madrid 22 settembre 1982 Primo turno – Ritorno                                                             | Atlético Madrid | 4 – 2 (d.t.s.) referto                | Cacereño | Vicente Calderón |
| \| \| \| \| \| Sánchez 55’, 118’ Marián 65’, 104’ \| Marcatori \| 33’ (aut.) Clemente 80’ (rig.) Emilio \| |                 |                                       |          |                  |
| |                 |                                       |          |                  |
| Sánchez 55’, 118’ Marián 65’, 104’                                                                         | Marcatori       | 33’ (aut.) Clemente 80’ (rig.) Emilio |          |                  |

| Arbitro: | Bartolomé Jiménez Madrid |

|  |           |                             |
|  | Marcatori | 42’ Marina 85’ Julio Prieto |

| Arbitro: | Sebastián Damín Rendón |

|             |           |  |
| Mínguez 22’ | Marcatori |  |

| Arbitro: | Antonio Martín Navarrete |

|            |           |                       |
| Quique 24’ | Marcatori | 16’ Riadó 87’ Barrera |

| Arbitro: | Felipe Crespo Aurre |

|                     |           |             |
| Riadó 44’ López 60’ | Marcatori | 81’ Sánchez |

### Coppa della Liga
| Salamanca 8 maggio 1983 Primo turno – Andata | Salamanca                  | 0 – 0 referto | Atlético Madrid | Helmántico (7 000 spett.)\| Arbitro: \| Ildefonso Urizar Azpitarte \| |
| Arbitro:                                     | Ildefonso Urizar Azpitarte |               |                 |                                                                       |

| Arbitro: | Ildefonso Urizar Azpitarte |

|                                     |           |                    |
| Landáburu 32’, 89’ Sánchez 53’, 72’ | Marcatori | 57’ Ángel González |

| Arbitro: | Joaquín Ramos Marcos |

|                                       |           |  |
| Pedraza 14’ Landáburu 37’ Sánchez 63’ | Marcatori |  |

| Arbitro: | Bartolomé Jiménez Madrid |

|                      |           |  |
| Sarabia 46’ Sola 47’ | Marcatori |  |

| Arbitro: | Joaquín Urío Velázquez |

|              |           |  |
| Martínez 20’ | Marcatori |  |

| Arbitro: | Joaquín Ramos Marcos |

|                                           |           |  |
| Pedraza 26’ Marina 39’ Sánchez 70’ (rig.) | Marcatori |  |

| Arbitro: | Raúl García De Loza |

|            |           |  |
| Marina 26’ | Marcatori |  |

| Arbitro: | José Donato Pes Pérez |

|                                                             |           |                  |
| Schuster 9’ Víctor 36’ Carrasco 41’ Maradona 65’ Marcos 79’ | Marcatori | 75’, 90’ Sánchez |

## Statistiche

### Statistiche di squadra
| Competizione     | Punti | Totale | Totale | Totale | Totale | Totale | Totale | DR  |
| Competizione     | Punti | G      | V      | N      | P      | Gf     | Gs     | DR  |
| ---------------- | ----- | ------ | ------ | ------ | ------ | ------ | ------ | --- |
| Primera División | 46    | 34     | 20     | 6      | 8      | 56     | 38     | +18 |
| Coppa del Re     | -     | 6      | 3      | 1      | 2      | 10     | 7      | +3  |
| Coppa della Liga | -     | 8      | 4      | 1      | 3      | 13     | 9      | +4  |
| Totale           | 46    | 48     | 27     | 8      | 13     | 79     | 54     | +25 |